# Diecezja Yopal
Diecezja Yopal (łac. Dioecesis Yopalensis, hisz. Diócesis de Yopal) – rzymskokatolicka diecezja w Kolumbii. Jest sufraganią archidiecezji Tunja.

## Historia
Diecezja została erygowana 29 października 1999 roku przez papieża Jana Pawła II bullą Sollertem curam. Dotychczas wierni z tych terenów należeli do wikariatu apostolskiego Casanare.

## Ordynariusze
- Misael Vacca Ramirez (1999 - 2015)
- Edgar Aristizábal Quintero (od 2017)

Mapa diecezji

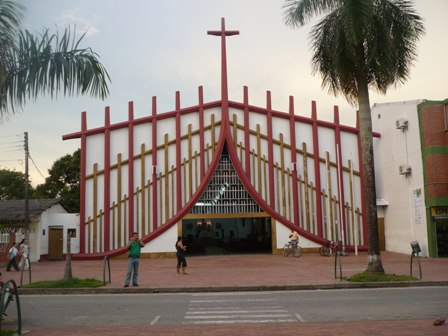
Katedra w Yopal